# Anatolij Ktorov
Anatolij Ktorov (Mosca, 24 aprile 1898 – Mosca, 30 settembre 1980) è stato un attore sovietico.

## Filmografia parziale

### Attore
- Process o trёch millionach (1926)
- Prazdnik svjatogo Iorgena (1930)
- Marionetki (1933)

## Premi
- Artista onorato della RSFSR
- Artista popolare della RSFSR
- Artista del popolo dell'Unione Sovietica
- Premio Stalin
- Ordine di Lenin
- Ordine della Bandiera rossa del lavoro